# Venturiocistella gaylussaciae
Venturiocistella gaylussaciae är en svampart som beskrevs av Baral 1993. Venturiocistella gaylussaciae ingår i släktet Venturiocistella och familjen Hyaloscyphaceae.   Inga underarter finns listade i Catalogue of Life.